# Trash Like Us
Trash Like Us – trzeci album studyjny niemieckiego duetu Lexy & K-Paul, wydany 25 maja 2007 roku w Niemczech przez wytwórnię Kontor Records. Na albumie znajduje się 15 utworów, zaliczanych do muzyki elektronicznej - zaklasyfikować je można do nurtu muzyki electro.

## Lista utworów
1. Hallo (3:32)
2. Wide Road[1] (5:28)
3. Trash Like Us (6:25)
4. Housearrest (5:06)
5. Bullet (4:34)
6. The Clap[2] (3:58)
7. Ponyboy[3] (5:03)
8. Gettin Nasty (4:50)
9. Church Of Rave (6:10)
10. Hotel Morgentau (3:52)
11. Sekunden (4:29)
12. Barbara Breeze (3:11)
13. Playa Nueva (7:44)
14. The Edge (5:24)
15. Outro (0:43)

## Edycja limitowana
Poza podstawową, jednopłytową wersją krążka, do sprzedaży trafiła również dwupłytowa edycja limitowana.

### CD1
1. Hallo (3:32)
2. Wide Road[1] (5:28)
3. Trash Like Us (6:25)
4. Housearrest (5:06)
5. Bullet (4:34)
6. The Clap[2] (3:58)
7. Ponyboy[3] (5:03)
8. Gettin Nasty (4:50)
9. Church Of Rave (6:10)
10. Hotel Morgentau (3:52)
11. Sekunden (4:29)
12. Barbara Breeze (3:11)
13. Playa Nueva (7:44)
14. The Edge (5:24)
15. Outro (0:43)

### CD2
1. Lost In You (4:25)
2. Fly (7:20)
3. Happy Zombies (6:38)
4. Das Fröhliche Lied (5:07)
5. Unbelievable (4:13)
6. Ponyboy (Remix) (6:40)
7. Obst Und Karate (2:58)

Wide Road (Video)
Making Of (Video)